# Janatha Vimukthi Peramuna
Janatha Vimukthi Peramuna (Frente Popular de Libertação), muitas vezes abreviado como JVP (em cingalês:  ජනතා විමුක්ති පෙරමුණ; em tâmil:  மக்கள் விடுதலை முன்னணி) é um partido comunista e marxista-leninista e um movimento político no Sri Lanka.  O movimento esteve envolvido em duas revoltas armadas contra o governo em 1971 e em 1987-1989. O movimento introduziu políticas democráticas ao participar das eleições parlamentares de 1994 como um partido político, e tem sido um terceiro partido na política cingalesa do Sri Lanka desde então.